# Queen of the Oceans
Die Queen of the Oceans ist ein im Jahr 2000 als Ocean Princess in Dienst gestelltes Kreuzfahrtschiff. Von 2002 bis 2020 fuhr es als Oceana. Sie gehört der aus vier Schiffen bestehenden Sun-Klasse an, die ursprünglich für die Reederei Princess Cruises gebaut wurde.

## Geschichte
Die Ocean Princess entstand unter der Baunummer 6044 in der Werft von Fincantieri in Monfalcone und lief am 29. April 1999 vom Stapel. Nach der Fertigstellung und Ablieferung am 28. Januar 2000 an Princess Cruises nahm das Schiff im Februar 2000 den Dienst für Kreuzfahrten in die Karibik sowie in den Sommermonaten nach Alaska auf.
Im November 2002 wurde die Ocean Princess nach zwei Jahren im Dienst für Princess Cruises, an P&O Cruises übergeben und in Oceana umbenannt. Nachdem das Schiff im Jahr seiner Indienststellung unter der Flagge Liberias und anschließend unter britischer Flagge fuhr, ist es seit 2005 auf Bermuda mit Hamilton als Heimathafen registriert.
Im März und April 2008 erhielt die Oceana einer Generalüberholung in der Lloyd Werft Bremerhaven, bei der auch Teile der Inneneinrichtung erneuert wurden. Weitere größere Werftaufenthalte hatte das Schiff im Dezember 2012 sowie von November bis Dezember 2017 bei Blohm + Voss in Hamburg.
Die Oceana gehörte zu den Schiffen, die vom Mutterkonzern Carnival Corporation & plc im Rahmen der COVID-19-Pandemie abgestoßen wurden. Käufer des Schiffes ist die griechische Reederei Seajets, die Fährverbindungen zu den Kykladen und nach Kreta betreibt. Ende Juli 2020 wurde das Schiff an den neuen Eigentümer übergeben und in Queen of the Oceans umbenannt. Seajets Catamaran lässt das Schiff von Optimum Ship Management in Piräus bereedern.